# Moitessieria juvenisanguis
Moitessieria juvenisanguis је пуж из реда Littorinimorpha. 

## Угроженост
Ова врста се сматра рањивом у погледу угрожености врсте од изумирања.

## Распрострањење
Француска је једино познато природно станиште врсте.

## Станиште
Станиште врсте су слатководна подручја.